# Coleman River (Carpentariagolf)
Der Coleman River ist ein Fluss im Norden des australischen Bundesstaates Queensland, in der Region Far North Queensland auf der Kap-York-Halbinsel.

## Geographie

### Flusslauf
Der Fluss entsteht bei The Lagoons, etwa 220 Kilometer nordwestlich von Cooktown und südöstlich des Lapunya Mount aus dem Little Coleman River und dem Big Coleman River. Der Ort liegt westlich der Peninsula Developmental Road. Der Coleman River fließt zunächst nach Süden und wendet sich nach ungefähr 40 Kilometern nach Westen. Er durchquert die gesamte Kap-York-Halbinsel und mündet bei Chillagoe Pocket, auf halbem Wege zwischen den Küstenorten Kowanyama und Pormpuraaw in den Golf von Carpentaria. Der Lightning Creek ist ein nördlicher Flussarm und zweigt westlich von Strathmay ab. Er mündet bei Promuraaw ebenfalls in den Golf von Carpentaria.

### Nebenflüsse mit Mündungshöhen
- Little Coleman River – 230 m
- Big Coleman River – 230 m
- Lindalong Creek – 138 m
- King River – 132 m
- Dinah Creek – 129 m
- Lukin River – 122 m
- Drovers Creek – 109 m
- Lightning Creek – 79 m[1]

### Durchflossene Seen
- Swordfish Hole – 75 m[1]